# Frenkendorf
Frenkendorf es una comuna suiza del cantón de Basilea-Campiña, situada en el distrito de Liestal. Limita al norte con la comuna de Pratteln, al este con Füllinsdorf, al sur con Liestal, y al oeste con Nuglar-Sankt Pantaleon (SO), Gempen (SO) y Muttenz.